# نیفرن-اوشلبرون
نیفرن-اوشلبرون (به آلمانی: Niefern-Öschelbronn) یک شهر در آلمان است که در انتسکرایس واقع شده‌است. نیفرن-اوشلبرون ۱۲٬۱۵۴ نفر جمعیت دارد.